# شیر اندوه
شیر اندوه (به انگلیسی: The Milk of Sorrow) نام فیلمی محصول سال ۲۰۰۹ میلادی و ساختهٔ کارگردان پرویی به نام کلاودیا یوسا، برادرزادهٔ ماریو بارگاس یوسا، نویسندهٔ مشهور ادبیات است. این فیلم، اولین بار در ۱۲ فوریه ۲۰۰۹ در جشنوارهٔ برلین آلمان به نمایش درآمد و توانست در روز اهدای جوایز بخش اصلی مسابقه، جایزهٔ خرس طلای بهترین فیلم جشنوارهٔ برلین را از آنِ خود کند. فیلم، در جشنواره‌های بسیاری مورد تحسین قرار گرفت، از جمله اینکه جز ۵ فیلم نهایی بهترین فیلم خارجی زبان سال اسکار شد.
فیلم ۹۴ دقیق ای کلاودیا یوسا، بسیار تلخ و پُر از جلوه‌های بصری استثنایی است. مهمترین نقطهٔ قوت فیلم، استفادهٔ فوق العادهٔ یوسا از موقعیت‌های متضاد به بهترین شکل ممکن در کنار هم است. او تضادها را به بیننده منتقل می‌کند. نه فقط تضادهای آشکار، بلکه حتی تضادهای کوچک.

## داستان فیلم
فاستا، (با بازی ماگالی سولی یر) دختری پرویی، مبتلا به بیماری ای است که به آن شیر اندوه می‌گویند و در باور محلیان آنجا، از مادر حامله‌ای که مورد تجاوز قرار گرفته به فرزندش منتقل می‌شود. این بیماری در او یأس و شکستی مهیب به وجود می‌آورد به گونه‌ای که اگر تمام شهر هم شاد باشند؛ اما او نمی‌تواند دلشاد باشد. ترسی از آینده و بزرگ شدن غده‌ای به شکل سیب زمینی که در بدن او رشد می‌کند، او را مریض و ناامید کرده‌است. در این میان مادر او هم می‌میرد؛ و او تصمیم می‌گیرد تا او را طی مراسم مناسبی و در شهر دفن کند؛ اما فقر به او این اجازه را نمی‌دهد، تا این که مجبور می‌شود در خانهٔ زنی پیانیست و ثروتمند کار کند…

## فیلم و جشنواره‌ها
| جشنواره                        | جایزه                                           |
| ------------------------------ | ----------------------------------------------- |
| جشنوارهٔ فیلم برلین در سال ۲۰۰۹ | برندهٔ خرس طلای بهترین فیلم و برندهٔ جایزهٔ فیپرشی |
| جایزهٔ اسکار ۲۰۱۰               | نامزد بهترین فیلم خارجی زبان سال                |
| جشنوارهٔ فیلم گویا اسپانیا ۲۰۱۰ | نامزد بهترین فیلم خارجی اسپانیولی زبان سال      |